# Castelo de Penella

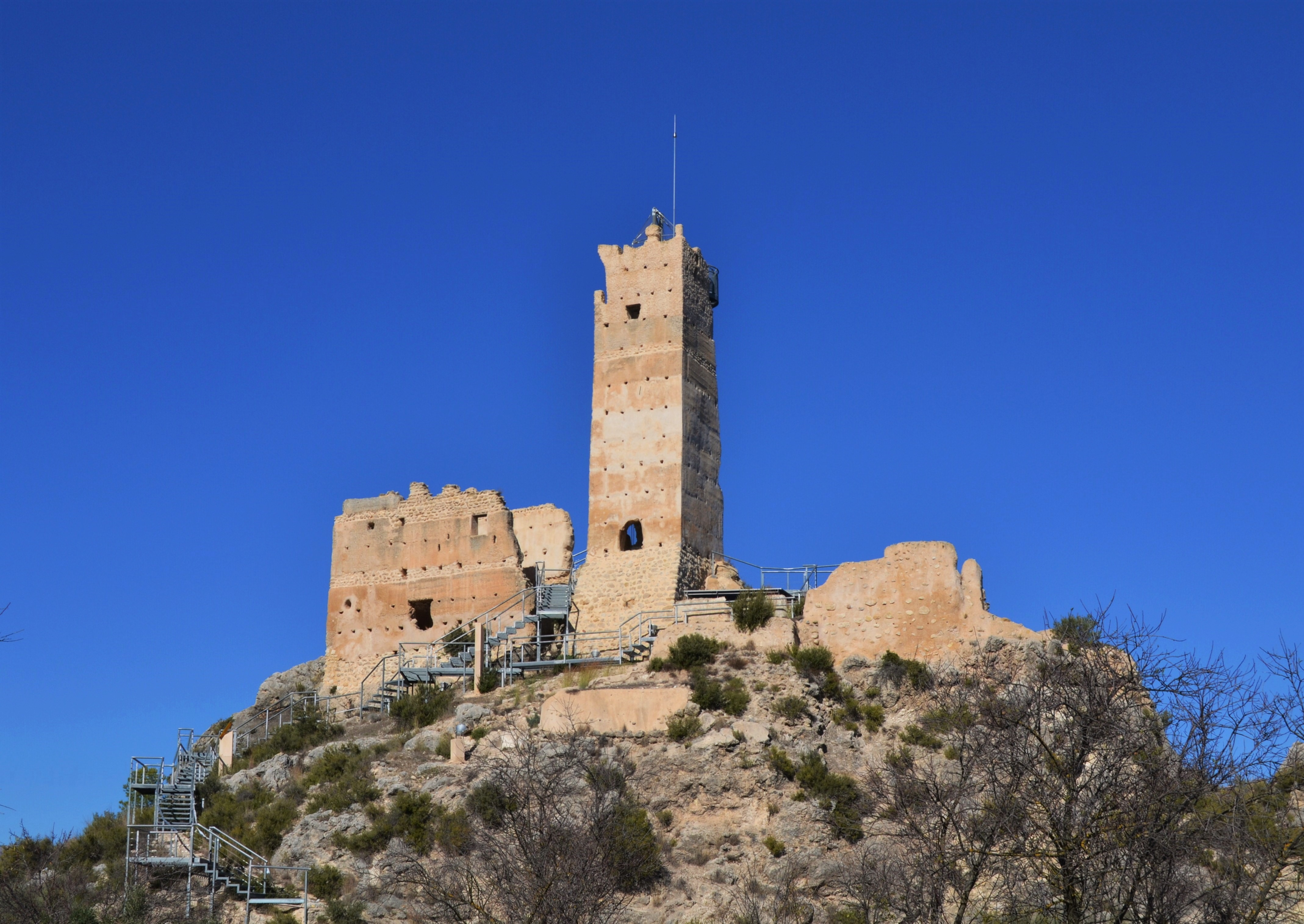

O Castelo de Penella localiza-se no município de Cocentaina, na província de Alicante, comunidade autónoma da Comunidade Valenciana, na Espanha.
Ergue-se no topo de uma elevação, defendida naturalmente por um penhasco em sua face Norte, a cerca de sete quilómetros da povoação.

## História
Remonta ao século XIII quando, em 1271, Jaime I de Aragão concedeu a Ponç Guillem de Villafranca as povoações de Peniella e Forminyàn, autorizando-o a construir um castelo na chamada "roca de Peniella".

## Características
A sua tipologia é a de um castelo rural ou a de uma casa senhorial fortificada, característica da arquitectura militar da primeira época cristã. Foi construído em taipa sobre uma base nivelada de alvenaria.
Actualmente pode-se apreciar a torre de menagem, de planta quadrada com 4 metros de lado por 12 metros de altura, coroada por ameias. Tem adossada a ela uma edificação de planta quadrangular também ameada.